# Benjamin von Block
Benjamin von Block (Lübeck, 1631 – Regensburg, begraven op 12 oktober 1689) was een Duits kunstschilder. Zijn werk behoort tot de barok.

## Biografie
Benjamin von Block was een kunstschilder, mezzotintkunstenaar en etser, afkomstig uit een familie met een artistieke traditie.
Hij werd op 4 oktober 1631 in Lübeck gedoopt. Hij was de zoon van de schilder Daniel Block en groeide op in een omgeving waarin kunst centraal stond. Zijn broers Emanuel, en Adolf Block waren eveneens kunstschilders. In 1664 trouwde Benjamin met de schilderes Anna Katharina Fischer, nadien bekend als Anna Catharina Block.
Benjamin kreeg waarschijnlijk zijn eerste kunstopleiding van zijn vader, die zelf een gerespecteerd schilder was. Deze vroege invloed legde de basis voor zijn ontwikkeling als kunstenaar.
In 1653 begon Benjamin zijn professionele carrière in Halle (Holzminden), waar hij voor het eerst actief was als kunstenaar. Zijn vaardigheden lagen op het gebied van portretschilderen, wat hem tot een veelgevraagd portrettist maakte.
In 1655 reisde hij door Dresden en Wenen op weg naar Italië, in dienst van graaf Franz von Nádasdy-Fogáras. In Italië kwam hij in contact met de meesterwerken van de Italiaanse renaissance en barok, wat een blijvende invloed zou hebben op zijn werk.
In 1659 verbleef Benjamin von Block in Rome, waar hij niet alleen werkte, maar ook steden als Siena, Venetië en Florence bezocht.
Na zijn tijd in Italië keerde hij terug naar Duitsland, waar hij tussen 1665 en 1670 in Neurenberg werkte. Voor Keizer Leopold I creëerde hij een volledige portretgalerij. In 1670 vestigde hij zich in Regensburg, waar hij de rest van zijn leven zou blijven wonen, met af en toe een bezoek aan Wenen.
Vermeldenswaard is dat hij een van de eersten was die de nieuwe grafische techniek van mezzotint in praktijk bracht.
Benjamin von Block overleed in oktober 1689 in Regensburg en werd op 12 oktober 1689 begraven op de Petersfriedhof.